# Картали – Магнітогорськ – Стерлітамак
Картали – Магнітогорськ – Стерлітамак – газопровід у Челябінській області та Башкортостані. 
В першій половині 1960-х спорудили призначену для транспортування узбецького газу потужну трубопровідну систему Бухара – Урал. Вона мала численні відгалуження, одним з яких став введений в дію у 1963 році газопровід Картали – Магнітогорськ довжиною 154 км та діаметром 720 мм. При цьому оскільки Магнітогорськ вже отримував блакитне паливо з Башкирії по трубопроводу Ішимбай – Магнітогорськ діаметром 500 мм, виникли передумови для реверсування цього об’єкту. 
У 1966 році проклали другу нитку діаметром 1020 мм, яку продовжувала виконана в діаметрі 820 мм ділянка Магнітогорськ – Стерлітамак, що прямувала в одному коридорі зі згаданим вище газопроводом Магнітогорськ – Ішимбай та перетинала на своєму шляху Уральські гори. Загальна довжина траси Картали – Стерлітамак дорівнює 370 км, робочий тиск газопроводу – 5,5 МПа. 
В Магнітогорську блакитне паливо передусім призначалось для Магнітогорського металургійного комбінату. В кінцевому пункті траси доправлений ресурс можливо передавати до газопроводів Ішимбай – Уфа та Ішимбай – Кумертау, а також спрямовувати таким великим споживачам як нафтопереробний завод у Салаваті, Салаватська ТЕЦ, Ново-Салаватська ТЕЦ, Стерлітамацька ТЕЦ, Ново-Стерлітамацька ТЕЦ, содовий завод у Стерлітамаку. Ще одним важливим напрямком спрямування ресурсу було відгалуження Кага – Бєлорецьк.
Можливо відзначити, що невдовзі після спорудження трубопроводу Бухара — Урал на східні схили Уральського хребта також почало надходити блакитне паливо західносибірського походження. Саме воно наразі живить трубопровід Картали – Магнітогорськ – Стерлітамак, тоді як поставки узбецького ресурсу припинені.